# Exalbidion barroanum
Exalbidion barroanum är en spindelart som först beskrevs av Claude Lévi 1959.  Exalbidion barroanum ingår i släktet Exalbidion och familjen klotspindlar. Inga underarter finns listade i Catalogue of Life.